# NGC 262
NGC 262 ist eine linsenförmige Galaxie mit aktivem Galaxienkern vom Hubble-Typ S0/a im Sternbild Andromeda am Nordsternhimmel. Sie ist schätzungsweise 208 Millionen Lichtjahre von der Milchstraße entfernt und wird als Seyfert-2-Galaxie gelistet. Vermutlich ist das System mit NGC 266 gravitativ gebunden.

Gemeinsam mit 42 weiteren Galaxien bildet sie die NGC 315-Gruppe.
Das Objekt wurde am 17. September 1885 von dem US-amerikanischen Astronomen Lewis A. Swift entdeckt.